# Vîpovzkî, Pereiaslav-Hmelnițki
Vîpovzkî (în ucraineană Виповзки) este o comună în raionul Pereiaslav-Hmelnițki, regiunea Kiev, Ucraina, formată numai din satul de reședință.

## Demografie
Componența lingvistică a comunei Vîpovzkî
     Ucraineană (98,1%)
     Rusă (1,9%)
Conform recensământului din 2001, majoritatea populației comunei Vîpovzkî era vorbitoare de ucraineană (98,1%), existând în minoritate și vorbitori de rusă (1,9%).